# فرودگاه آبی آلگوما میلز
فرودگاه آبی آلگوما میلز (به انگلیسی: Algoma Mills Water Aerodrome) یک فرودگاه خصوصی است که یک باند فرود آب دارد. این فرودگاه در کشور کانادا قرار دارد و در ارتفاع ۱۸۳ متری از سطح دریا واقع شده‌است.